# Нура бинт Абдуррахман Аль Сауд
Нура бинт Абдуррахман Аль Сауд (1875—1950) принадлежала к роду Аль Сауд. Старшая сестра короля Саудовской Аравии Абдул-Азиза.

## Ранняя жизнь
Нура родилась в 1875 году. Она была дочерью Абдуррахмана ибн Фейсала, эмира второго Саудовского государства и старшей сестрой первого короля Саудовской Аравии Абдул-Азиза.

## Отношения и деятельность
Король Абдул-Азиз и Нура имели довольно близкие отношения. Известно, что в ряде случаев король Абдул-Азиз идентифицировал себя на публике как «брата Нуры». Так же себя называл и Мухаммад ибн Абдуррахман, другой её младший брат.
Нура имела репутацию мудрой женщины, обладавшей умом равным «умам 40 мужчин». Она призывала своего брата вернуть себе власть в Аравии, когда семья Аль Сауд была в вынужденной эмиграции в Кувейте. Она обладала харизмой и прекрасно разбиралась в политике, из-за чего король Абдул-Азиз обращал внимание на её мнение по многим важнейшим государственным вопросам. В конце концов, она стала одним из его главных советников и даже занимала его место в управлении государством, когда король не мог это делать. Нура была также известна довольно прогрессивными взглядами. Так, когда телефон был впервые представлен в стране, многие исламские священнослужители отвергли его и считали его орудием дьявола, но Нура активно поддержала его использование и утверждала, что это было удивительное и необходимое для жизни устройство. Нура также играла важную роль в воспитании своих племянников и племянниц. Сообщается, что когда кто-либо из них плохо себя вёл, будучи ребёнком, король отправлял его к Нуре. Также Нура был пионером в благотворительной деятельности в Саудовской Аравии, она ввела первую благотворительную программу для малоимущих и сирот в стране
Британская принцесса Алиса, побывавшая в Саудовской Аравии в 1938 году, познакомилась с Нурой и описала следующим образом: «ей около 60, говорят, что она его [короля] главный советник, утончённая привлекательная женщина.

## Личная жизнь
Нура бинт Абдуррахман была замужем за Саудом ибн Абдулазизом ибн Саудом ибн Фейсалом, родившемся в Эр-Рияде в 1882 году и умершем в 1959 году. Её муж происходил из рода Аль-Кабир, ветви дома Саудитов, происходившего из потомков Сауда ибн Фейсала, старшего брата Абдуррахмана, отца короля Абдул-Азиза. Сауд ибн Фейсал правил в Аравии с 1871 по 1875.
В 1903 году род Аль-Кабир начал оспаривать право короля Абдул-Аазиза на власть в Аравии. Позднее простил Сауда аль-Кабира, лидера этого рода Сауд аль-Кабир женился на Нуре, что обеспечило и подтвердило его лояльность королевскому дому. С того времени род Аль-Кабир стал влиятельным, но преимущественно за пределами политической власти. Но Сауд аль-Кабир стал губернатором провинции Касим после образования Саудовской Аравии в 1932 году.
У Нуры и Сауда было трое детей: сын Мухаммад (1908—1998) и дочери Хасса и Аль-Джахара. Последняя стала первой супругой короля Фейсала, от которого у неё была дочь Мунира. Султан ибн Мухаммеда ибн Сауд аль-Кабир, внук Нуры и бизнесмен, занял 12-е место в списке миллиардеров в арабском мире в 2013 году.

## Смерть
Нура умерла в 1950 году, в возрасте 75 лет, за несколько лет до смерти короля Абдул-Азиза.

## Наследие
Университет принцессы Нуры был назван в её честь в 2008 году королём Абдаллой.